# Lado Lunar
Lado Lunar è il sesto album in studio del musicista portoghese Rui Veloso, pubblicato nel 1991.

## Tracce
1. Lado lunar
2. Do meu vagar
3. Lagos de cristais (Crystal lakes)
4. Mr. Dow Jones (or as Mr. Dow-Jones)
5. Já não há Canções de Amor (Ja não ha Canções de Amor)
6. Benvinda Sejas Maria
7. Cipreste (Cypress)
8. Guadiana
9. Melgas e mosquitos (Gnats and Mosquitoes)
10. Malmequer (Marigold)
11. Beautiful People
12. História sem moral (A Story Without Morals)
13. Fado Pessoano